# Tontxu Rodríguez
Antonio Julián Rodríguez Esquerdo (Baracaldo, Vizcaya, 29 de julio de 1962) es un político español miembro del Partido Socialista de Euskadi-Euskadiko Ezkerra (PSE-EE). En la actualidad es director de Kontsumobide-Instituto Vasco de Consumo. Anteriormente ha sido secretario de Estado de Justicia del Gobierno español, senador en las Cortes Generales y alcalde de Baracaldo durante diez años.

## Biografía
Tontxu Rodríguez nació el 29 de julio de 1962 en el municipio vizcaíno de Baracaldo. Estudió en el colegio Los Paules de Baracaldo, en el que coincidió con el presidente de la ejecutiva del PNV Andoni Ortuzar; ambos estuvieron por nueve años en la misma clase. Es licenciado en Derecho por la Universidad de Zaragoza y ha ejercido de abogado entre 1987 y 2003.
Está casado y tiene dos hijas. Es también hincha del Athletic Club.

## Trayectoria política
Tontxu Rodríguez se afilió al Partido Socialista de Euskadi-Euskadiko Ezkerra (PSE-EE) en 1988 y a la Unión General de los Trabajadores (UGT) en 1991.
En las elecciones municipales de 1991 entró en el Ayuntamiento de Baracaldo como concejal. Entre 1995 y 1999 fue el director general de la empresa Azpiegitura, S.A, que depende de la Diputación Foral de Vizcaya. En 2001 se impuso al primer edil baracaldés Carlos Pera en las elecciones internas del partido y en 2003 fue elegido alcalde.

### Alcalde de Baracaldo
Tontxu Rodríguez llegó a la alcaldía en 2003 gracias a los votos del Partido Popular (PP) que habría decidido apoyar en Euskadi «la lista constitucionalista más votada». Una de las primeras medidas que tomó el nuevo alcalde fue desdoblar el área de Urbanismo para diferenciar por un lado las licencias urbanísticas; y por otro, las de actividad, con el objetivo de poner fin así a la descoordinación que había entre las diferentes áreas. Sin embargo, el problema más grande que arrastraba el consistorio era que llevaba dos años, desde 2001, con los presupuestos prorrogados. Esto había impedido, entre otras cosas, la apertura del nuevo polideportivo de Lasesarre. Finalmente, tras meses de negociaciones, en mayo de 2004 el alcalde 'socialista' llegó a un acuerdo con los 'populares' en el que se aprobaron nuevos presupuestos y en el que estos últimos se incorporarían al gobierno municipal.
En el proceso de reconversión industrial que afectó a los municipios adyacentes a la ría del Nervión, en 2004 abrieron las primeras superficies en el recién estrenado mayor
parque comercial y de ocio del norte de España, Megapark. En el mismo año también se inauguró el recinto ferial Bilbao Exhibition Centre (BEC), en el terreno que antaño estaba situada la empresa Altos Hornos de Vizcaya, la mayor empresa siderúrgica del País Vasco. En 2006, Baracaldo inició su segundo gran proyecto, en este caso en la zona industrial de Luchana se construirían 2.000 viviendas y dos grandes torres. Rodríguez lo calificó como el «segundo ensanche de Barakaldo».
En 2005 se produjo un atentado en la estación de Renfe-Cercanías de Baracaldo que dejó un boquete en la entrada del vestíbulo. En 2007 se produjo otro atentado, esta vez en la estación de tren de Luchana. En ninguno hubo daños personales.
En las elecciones municipales de 2007 Tontxu Rodríguez mejoró su resultado anterior logrando dos concejales más. Pero si en el mandato anterior la relación con la coalición soberanista PNV-EA fue tensa, en esta lo fue aún más. Los jeltzales se querellaron contra el alcalde por supuestas irregularidades en la gestión del teatro del municipio. La querella sería archivada. Sin embargo, en 2010, el Tribunal Vasco de Cuentas Públicas detectó irregularidades en la gestión de centros de día.
En julio de 2010 asumió el cargo de presidente del Consorcio de Transportes de Vizcaya. Esto ocurrió después de que su predecesor, José Luis Bilbao, dimitiera tras una larga etapa de confrontación con el nuevo Gobierno Vasco. Y es que con la llegada de los socialistas al ejecutivo autonómico, surgieron tensiones entre estos y los nacionalistas vascos por el control de la institución pública responsable del transporte público de viajeros del territorio foral. Con el nombramiento de Rodríguez, era la primera vez desde 1979 que la entidad no era presidida por el Diputado general de Vizcaya. En diciembre de 2011 fue sustituido por el también socialista Mikel Torres, alcalde de Portugalete.
Durante la confección de las listas del PSE-EE para las elecciones locales de 2011, el alcalde amenazó a las bases de su partido con no repetir como cabeza de lista ya que estos no habían aprobado su lista de candidatos. En esos comicios el Partido Socialista volvió a ser la primera fuerza, pero perdiendo tres concejales. Por otro lado, Tontxu Rodríguez entró como apoderado en las Juntas Generales de Vizcaya y ejerció de portavoz suplente del Grupo Juntero Socialistas Vascos hasta 2013, cuando fue designado senador por el Parlamento Vasco.

### Senador y secretario de Estado
Tontxu Rodríguez entró en la Cortes Generales como senador por designación del Parlamento Vasco en 2013, durante la X legislatura. En la XI y la XII legislatura fue portavoz en la Comisión de Justicia; en este último periodo legislativo, además, fue portavoz en la Comisión de Investigación sobre los partidos políticos. Durante la XIII y XIV legislaturas fue portavoz de la Comisión de Reglamento y portavoz adjunto del Grupo Parlamentario Socialista. 
En 2021 abandonó la cámara alta para dar paso a una nueva etapa en el Gobierno de España. Tontxu Rodríguez fue nombrado secretario de Estado de Justicia en el Ministerio de Justicia controlado por la ministra Pilar Llop. Durante este tiempo tuvo una polémica con el juez Manuel García-Castellón al que lo acusó de querer influir en los acuerdos entre el PSOE y Junts.
Con la nueva formación de gobierno en 2023 y la fusión de Justicia en el Ministerio de la Presidencia, Justicia y Relaciones con las Cortes, el ministro Félix Bolaños cesó a Tontxu Rodríguez. Al año siguiente el baracaldés paso a dirigir Kontsumobide, el Instituto Vasco de Consumo que depende del Departamento de Turismo, Comercio y Consumo del Gobierno Vasco, dirigido por el consejero Javier Hurtado.